# 백곡초등학교 성대분교
백곡초등학교 성대분교는 대한민국 충청북도 진천군 백곡면 성대리 490에 있었던 공립 초등학교이다.

## 학교 연혁
- 1954년 4월 21일 백곡국민학교 성대분교장 개교
- 1957년 4월 3일 성대국민학교 승격
- 1994년 9월 1일 분교장 편입(백곡국민학교 성대분교)
- 1996년 3월 1일 명칭 변경(백곡초등학교 성대분교)
- 1999년 3월 1일 백곡초등학교로 통합